# Ópera real de Versalles
La ópera real de Versalles es el teatro y ópera principal del Palacio de Versalles, en Francia. Diseñado por Ange-Jacques Gabriel y con una decoración de interiores de Augustin Pajou, la ópera fue construida totalmente de madera y pintada para parecer mármol con una técnica conocida como falso mármol.
El edificio está ubicado en el extremo norte del ala de los nobles. El acceso del público general al teatro es a través del vestíbulo de dos pisos. Algunas partes de la ópera, tales como los aposentos del rey, representan una de las primeras expresiones de lo que se convertiría en el «estilo Luis XVI».
El Persée de Jean-Baptiste Lully —escrita en 1682, el año en que Luis XIV se mudó al palacio— inauguró la ópera el 16 de mayo de 1770 en celebración del matrimonio del delfín —el futuro Luis XVI— con María Antonieta.
La ópera real puede servir tanto como un teatro para ópera, piezas teatrales u orquesta (con una capacidad para 712 personas), así como una salle des festins, cuando el piso del nivel de la orquesta del auditorio puede ser alzado al nivel del escenario. En estas ocasiones, la ópera tiene una capacidad para 1.200 personas.

## Ilustración francesa
A medida que más pensadores de la Ilustración empezaron a cuestionar los dogmas de la religión, muchos ciudadanos del siglo XVIII comenzaron a reemplazar el púlpito con el escenario y a mirar al teatro para su instrucción moral, así como un entretenimiento. La nobleza tuvo mucho que ver con la promoción del teatro durante esta época. Luis XIV, conocido como El Rey Sol por desempeñar el carácter alegórico del sol en El ballet de la noche en 1653, trasladó su corte de la capital, París, a Versalles, aspirando a tener más control del gobierno. No obstante, la ópera no fue construida hasta después, por Luis XV. Su amante, Madame de Pompadour, patrocinó a artistas, actores y músicos a costa del erario francés. Mientras tanto, la aristocracia y la Iglesia no pagaban impuesto alguno y la burguesía pagaba las cuentas por los gustos y diversión de la monarquía; sin embargo, no fue sino hasta después de la muerte de la amante de Luis XV que la construcción de la ópera comenzó.

## Creación de teatros

### Lasalle de la Comédie(1681-1769)
A pesar de la necesidad de un teatro permanente en Versalles, no será hasta 1681 cuando sería construida una estructura permanente. El interior del teatro -conocido como la salle de la Comédie- contenía un semicírculo de filas de asientos con palcos en las paredes laterales. En la pared sur del teatro, que colindaba con la pared de la Escalier des Princes, estaba la tribunal real que contenía un palco central de forma octogonal y dos palcos más pequeños a cada lado. La salle de la Comédie funcionaba como un teatro permanente de facto hasta 1769, cuando fue destruido para construir un acceso directo a los jardines desde la corte real.

### Pequeño teatro (1688-1703)
En 1688, Luis XIV ordenó la edificación de un pequeño teatro en el ala norte del Gran Trianón. Esta estructura fue destruida en 1703 para ubicar un nuevo departamento para el rey.
Debido a que la salle de la Comédie había sido diseñada para piezas teatrales, Versalles carecía de un teatro en el que pudieran montarse producciones más elaboradas. Para las grandes producción, el Grand Manège (la arena cubierta) en la Grand Écurie fue convertido en un espacio para albergare espectáculos más elaborados, tales como piezas con máquinas.
Las piezas con máquinas eran presentaciones teatrales que incluían ballet, ópera y efectos especiales que requerían de un teatro que pudiera contener la complicada maquinaria utilizada en la producción de estas obras. La salle des Machines en el Palacio de las Tullerías en París, diseñado por Carlo Vigarani, era el más cercano a Versalles. No obstante, con el desagrado de Luis XIV por París y su creciente deseo de mantener su corte en Versalles, el rey aprobó la construcción de un teatro más grande en 1685. Con un plano más grandioso que el teatro de las Tullerías, la construcción de este nuevo teatro fue muy alabada por las descripciones contemporáneas de Versalles.
La edificación fue planificada por el extremo norte del ala de los nobles y estaba en marcha al inicio de la Guerra de los Nueve Años, en 1688, cuando se detuvo de forma permanente. No sería hasta el reinado de Luis XV que la construcción en este espacio fue retomada.

## Regreso de los teatros temporales y conversiones (1729-1779)

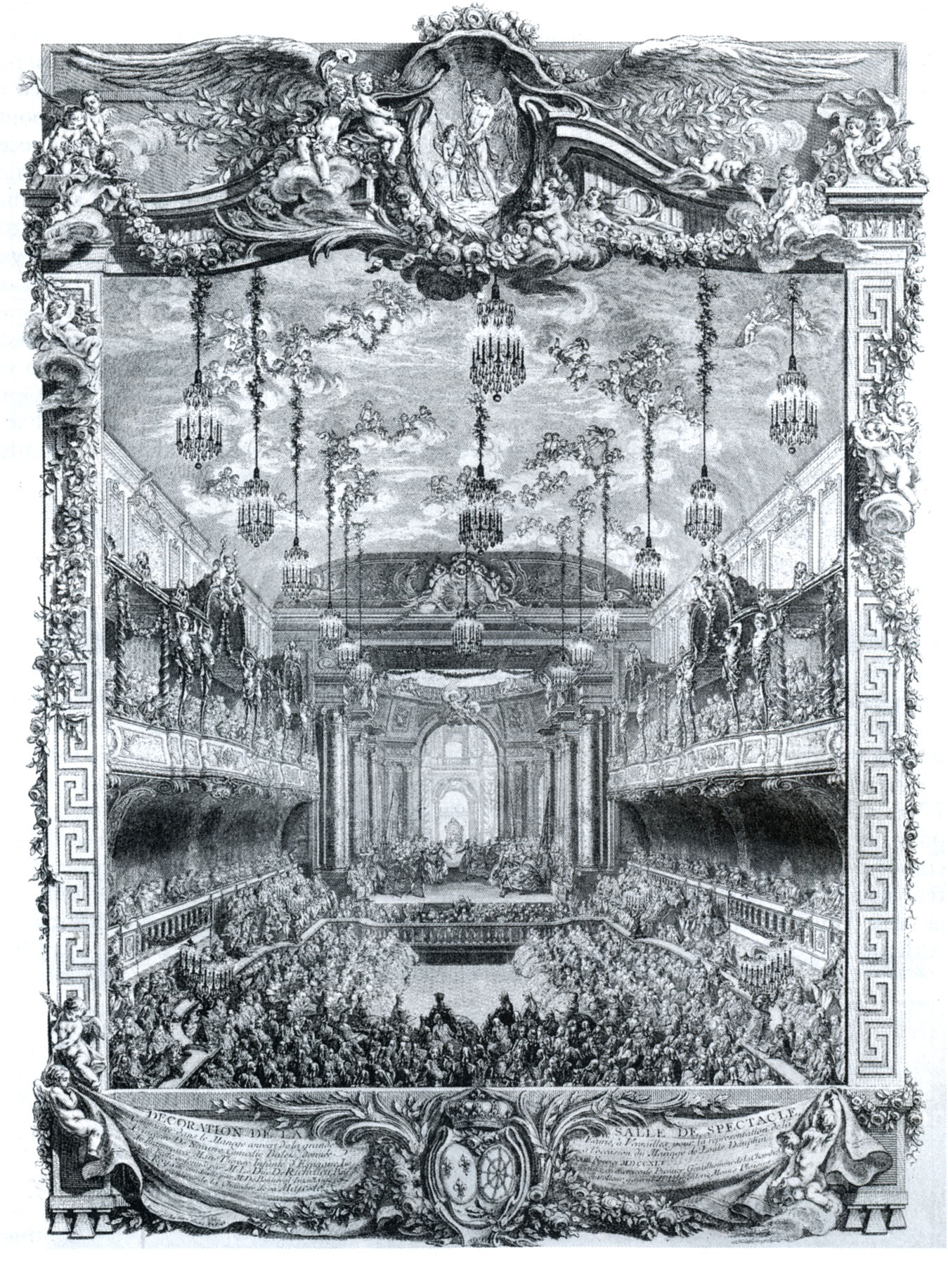
Estreno de La princesse de Navarre de Jean-Philippe Rameau el 23 de febrero de 1745 en la Grande Écurie. Grabado de Charles-Nicolas Cochin.

Con el retorno de la corte a Versalles en 1722, los espacios usados por Luis XIV fueron nuevamente puesto a servicio de las necesidades de la corte. En 1729, como parte de las festividades por el nacimiento del delfín, fue construido un teatro temporal en la Cour de Marbre. La salle de la Comédie y el Manège del Grand Écurie siguieron siendo usados como durante el reinado de Luis XIV. Debido a la proclividad de Luis XV por un teatro más íntimo, fueron creados varios teatros temporales conocidos como los théâtres des cabinets, los cuales fueron a menudo construidos en una de las habitaciones del petit appartement du roi. En 1748, la Escalier des ambassadeurs fue convertida en un teatro, en donde Madame de Pompadour montó y actuó en varias piezas teatrales. Dos años más tarde, el teatro fue desmantelado cuando la Escalier des ambassadeurs fue destruida para edificar el departamento de Madame Adelaida
Plenamente consciente de la necesidad de un teatro más grande y más permanente, ya en la década de 1740, Luis XV consideró seriamente la reactivación de los planes de Luis XIV para una sala de espectáculos permanente en el extremo norte del ala de los nobles; sin embargo, debido a la Guerra de los Siete Años, la construcción no pudo comenzar por casi veinte años. Cuando un incendio destruyó la Grand Écurie y el teatro del Manège en 1751 y puesto que la salle de la Comédie se había convertido en un lugar inviable para producciones teatrales debido a su tamaño, Luis XV autorizó finalmente a Ange-Jacques Gabriel el diseño de la ópera en 1763.

## Construcción de la ópera (1765-1770)

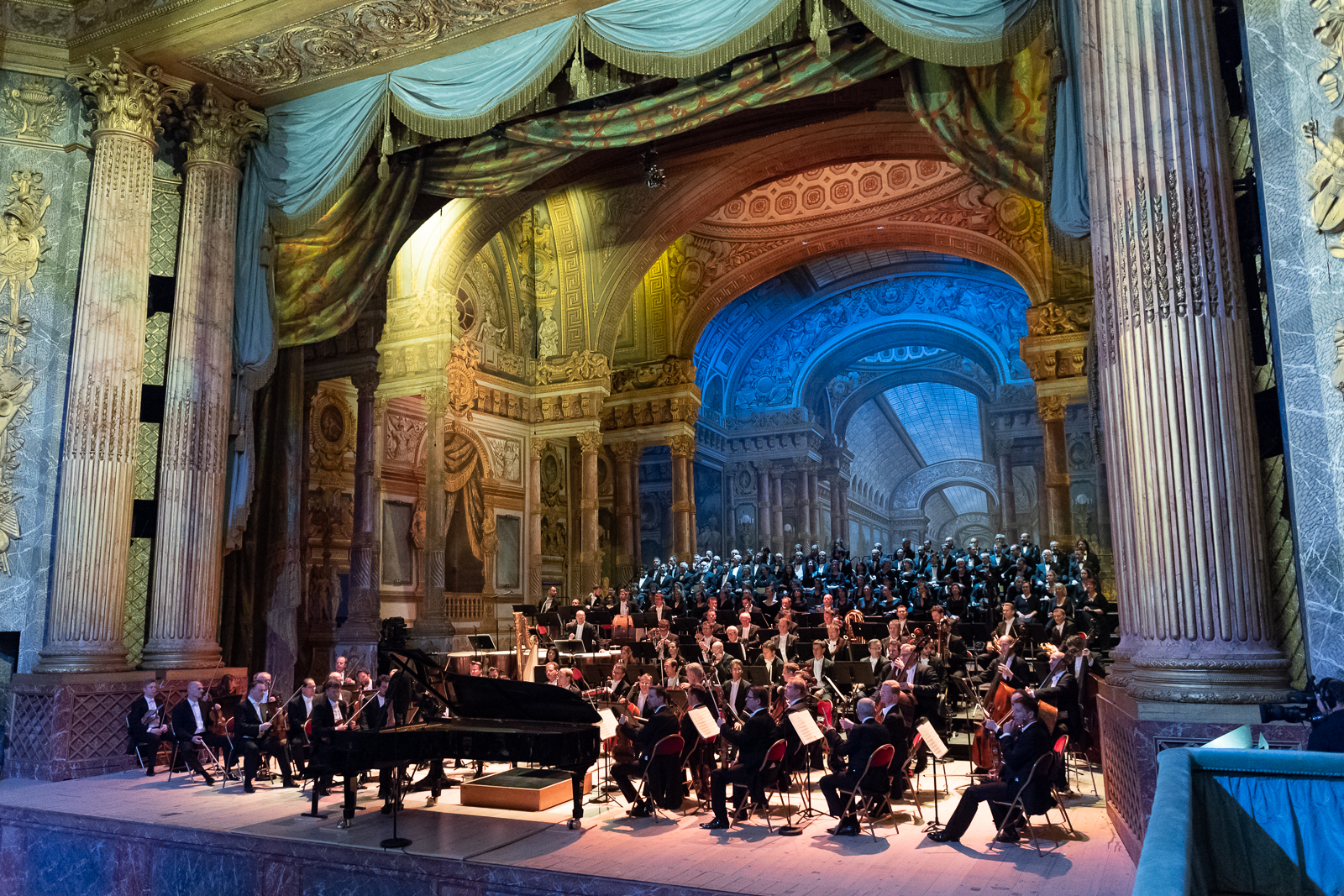
Una representación en la ópera

Los trabajos de construcción en la ópera empezaron en realidad en 1765 y fueron culminados en 1770. Gabriel retomó un antiguo diseño de J.H. Mansart y Gaspare Vigarani: la Salle des Ballets, en el extremo norte del palacio, que había sido abandonada con el estallido de la Guerra de Sucesión Española. El pabellón del ala norte, diseñado para este fin, había sido llevado a su máxima altura solo en el lado del jardín; por el lado de la calle, no había avanzado más allá de las fundaciones. En esa época, era un exponente del diseño de teatros, con 712 asientos, y fue el teatro más grande en Europa. Hoy en día, sigue siendo uno de los pocos teatros del siglo XVIII que ha sobrevivido hasta ahora.
El diseño de Ange-Jacques Gabriel para la ópera fue excepcional para su época, dado que contaba con un plano oval. Como una medida económica, el piso del nivel de la orquesta podía ser elevado al mismo nivel del escenario, de forma que era posible duplicar el espacio del piso. La transición del auditorio al escenario es manejada con la introducción de un orden de columnas corintias. El proscenio está formado por dos pares de columnas, unidas en profundidad, con su entablamento. La ópera rompió con los teatros tradicionales de estilo italiano. La ópera fue proyectada para servir no solo como un teatro, sino también como un salón de bailes o de banquetes.
La ópera fue inaugurada el 16 de mayo de 1770, con el Persée de Jean-Baptiste Lully. El 1 de octubre de 1789, los gardes du corps du roi organizaron un banquete para dar la bienvenida al Regimiento de Flandes, que justo había llegado para fortalecer la protección de la familia real en vista de los rumores revolucionarios que estaban siendo escuchados en París. En este banquete, Luis XVI, María Antonieta y el delfín recibieron el juramento de lealtad de estos guardias. El periodista Jean-Paul Marat describió el banquete como una orgía contrarrevolucionaria, con los soldados arrancando las escarapelas azul, blanco y rojas que habían usado y la remplazaban con unas blancas, el color que simbolizaba a la monarquía borbónica. En realidad, no existe evidencia de este actual y los testigos reales y asistentes, tales como la dama de compañía de la reina Madame Campan, no registraron tal destrucción de escarapelas. Este fue el último evento celebrado en la ópera durante el Antiguo Régimen.
Construido totalmente en madera, pintada para simular ser de piedra, la ópera contaba con una acústica excelente y representa uno de los ejemplos de la decoración neoclásica. El tema de la decoración está relacionado con Apolo y los dioses olimpos. La decoración de la ópera fue dirigida por Augustin Pajou, quien elaboró los paneles en bajorrelieve que decoraban el frente. El techo contaba con un lienzo de Louis Jean-Jacques Durameau, en los que representó a Apolo y las Musas.
A pesar de la excelente acústica y el entorno opulento, la ópera no fue usada a menudo durante el reinado de Luis XVI, en gran parte, por razones de costos; sin embargo, para aquellas ocasiones en que la ópera sí fue utilizada, se convirtieron en eventos del día.